# ECW
Extreme Championship Wrestling (ECW) a fost o promoție americană de lupte profesionale care avea sediul în Philadelphia, Pennsylvania și operată de compania-mamă HHG Corporation. Promoția a fost fondată în 1992 de Tod Gordon ca afiliat la National Wrestling Alliance (NWA) Eastern Championship Wrestling. În anul următor, omul de afaceri și managerul de lupte Paul Heyman a preluat finalul creativ al promovării de la Eddie Gilbert. Sub Heyman, promovarea a fost botezată drept Extreme Championship Wrestling.
Promoția a fost cunoscută pentru evidențierea unui stil de „lupte hardcore”, cu meciuri prezentând în mod regulat arme (inclusiv utilizarea frecventă a meselor și a focului) și care se învârte în jurul poveștilor cu tematică pentru adulți. Deși stilul hardcore a fost accentul principal, ECW a prezentat, de asemenea, diverse stiluri internaționale de lupte profesionale care nu sunt de obicei întâlnite în SUA, de la lucha libre mexicană până la puroresu japoneză.
Direcția creativă a lui Heyman a creat noi vedete și a stabilit ECW ca a treia promovare națională majoră de lupte în Statele Unite în a doua jumătate a anilor 1990, concurând cu World Wrestling Federation (WWF, acum WWE) și World Championship Wrestling (WCW). HHG a renunțat la ECW în 2001, când nu a reușit să obțină un nou contract național de televiziune, iar World Wrestling Entertainment, Inc. a achiziționat activele companiei din faliment în ianuarie 2003. Compania avea să rămână activă până în 2007.
După succesul emisiunii tribut One Night Stand din 2005, WWE a relansat ECW ca a treia marca WWE în 2006, alături de mărcile existente Raw și SmackDown. A debutat pe 13 iunie 2006, la Sci Fi în Statele Unite și a rulat aproape patru ani, până când și-a difuzat ultimul episod pe 16 februarie 2010, pe Syfy.

## Istorie

### Origine si parteneriat cu NWA(1989–1994)
ECW și-a avut originile în 1989 sub bannerul Tri-State Wrestling Alliance (TWA) deținut de Joel Goodhart. ECW ar continua, de fapt, să folosească fosta centură de campionat Tri-State Heavyweight pentru a-și reprezenta propriul Campionat Mondial, deși titlul ECW nu a fost considerat o continuare a acelui titlu. În 1992, Goodhart și-a vândut partea din companie partenerului său, Tod Gordon, care și-a creat propria promovare din rămășițele TWA, Eastern Championship Wrestling (ECW). Când a fost înființată Eastern Championship Wrestling, nu era membru al Alianței Naționale de Luptă (NWA), deși ulterior s-a alăturat alianței la ordinul principalului său booker „Hot Stuff” Eddie Gilbert. Gilbert, prin poziția sa de agent principal al ECW, a reușit să-și asigure timp de televiziune pe SportsChannel Philadelphia începând cu aprilie 1993. Gilbert, după o ceartă cu Tod Gordon, a fost înlocuit în septembrie 1993 de omul de afaceri Paul Heyman, în vârstă de 28 de ani. Heyman, cunoscut în lupte drept Paul E. Dangerously, tocmai fusese concediat de World Championship Wrestling (WCW) și căuta o nouă provocare.

### Indepartare de NWA(1994)
În 1993, acordul de neconcurență al lui Jim Crockett cu Ted Turner, care a cumpărat World Championship Wrestling (WCW) de la Crockett în noiembrie 1988, a fost încheiat și a decis să înceapă din nou promovarea cu NWA, devenind din nou membru al alianței. Crockett s-a dus la Tod Gordon și i-a cerut să organizeze un turneu pentru cel mai mare premiu al NWA, centura Mondial NWA de greutate grea, în zona natală a ECW din Philadelphia, Pennsylvania, pe 27 august 1994. Președintele NWA Dennis Coralluzzo a susținut că Crockett și Gordon vor încearcă să monopolizeze titlul (asemănător cu acțiunile lui Crockett din anii 1980) și a declarat că Crockett nu a avut aprobarea consiliului NWA, ceea ce a dus la Coralluzzo să supravegheze personal turneul. Gordon s-a jignit la Coralluzzo pentru jocurile sale de putere și a început să gândească la un plan de separare a ECW de NWA printr-o manieră controversată și publică, care ar atrage atenția asupra ECW și ar insulta organizația NWA. Gordon plănuia ca Shane Douglas, care trebuia să înfrunte 2 Cold Scorpion în finala turneului pe 30 august 1994, să arunce centura centuraui Mondial NWA de greutate grea după ce a câștigat ca un act de sfidare. Shane Douglas a renunțat la NWA World Heavyweight Championship în favoarea ECW World Heavyweight Championship în 1994 Tod Gordon și Paul Heyman au plănuit inițial ideea de a da jos centura NWA World Heavyweight Championship. Heyman l-a convins pe Douglas observând că negativul ar fi doar că tradiționaliștii NWA i-ar vedea doar ca trădători ai tradiției. La decizia lui Douglas s-a adăugat animozitatea dintre Douglas și președintele NWA Dennis Coralluzzo, care la acea vreme l-a criticat public pe Douglas și le-a spus cărților afiliați la NWA să nu-l rezerve pe Douglas pentru spectacole. Coralluzzo credea că Douglas era un „risc rău” și avea tendința de a nu se prezenta la evenimente. În cele din urmă, Douglas a decis să ducă la bun sfârșit planul lui Gordon și Heyman, inspirat de motto-ul tatălui său de „a face bine către oamenii care fac bine cu tine”. După ce se uită în sus și a spus: „Asta este în seara asta, tată”, Douglas a aruncat centura centuraui Mondial de Greutăți NWA, afirmând că nu vrea să fie campion al unei „promotii moarte” care „a murit în urmă cu șapte ani”. Apoi a ridicat centura pentru titlul Eastern Championship Wrestling și a declarat-o a fi un World Heavyweight Championship – numindu-l singurul titlu real din lume rămas în luptele profesioniste. Când și-a amintit acest eveniment ani mai târziu, Paul Heyman a declarat următoarele într-o conversație din 1998:
```
NWA a fost de școală veche când școala veche nu mai era la modă. Am vrut să ne punem amprenta, am vrut să ne despărțim de haita, am vrut să anunțăm lumea că nu suntem doar o promotie independentă.
```

Coralluzzo a fost intervievat după eveniment și a declarat că Douglas va fi campionul mondial al NWA „fie că îi place sau nu”, numind acțiunile lui Douglas o „rușine” și a spus că se va deplasa pentru ca Douglas să fie dezbrăcat atât de categoria grea mondială NWA. Championship și Eastern Championship Wrestling Heavyweight Championship, numindu-l „nemeritat” de ambele titluri. Gordon a făcut următorul anunț cu privire la următoarea ediție a programării NWA-ECW:
```
 Am ascultat cu mare interes când reprezentantul consiliului de administrație al NWA și-a luat asupra sa să vă informeze că au puterea de a forța NWA-Eastern Championship Wrestling să nu recunoască Franciza, Shane Douglas, ca campion mondial la categoria grea. Ei bine, de astăzi la prânz, am renunțat la NWA-Eastern Championship Wrestling. În locul său va fi ECW - Extreme Championship Wrestling - și îl recunoaștem pe Shane Douglas, drept campionul nostru mondial la categoria grea. Și încurajăm orice luptător din lume de astăzi să vină la ECW pentru a provoca centura respectivă. Acesta este ECW, Extreme Championship Wrestling, care schimbă fața luptei profesionale.
```

Promoția a prezentat multe stiluri diferite de lupte profesionale, inclusiv meciuri de lupte hardcore, precum și stiluri de luptă libre și japonez.

### Show-uri in arena ECW si expasiunea pe TV(1994–1997)
Cea mai mare parte a spectacolelor ECW au rămas la ECW Arena, un fost depozit izolat sub o secțiune a autostrăzii Interstate 95. Scaunele constau în scaune pliante simple și patru seturi de tribune portabile, cu scena neconvențională care reflectă stilul plin de mizerie al promoției în sine. Emisiunile au fost difuzate marți seara pe un post de sport local prin cablu din Philadelphia (filiala locală a SportsChannel America, SportsChannel Philadelphia). După ce Sports Channel Philadelphia a ieșit din difuzare în 1997, emisiunea s-a mutat pe WPPX-TV 61. Mai târziu, a fost mutat la un fost post de difuzare independent (WGTW 48) din Philadelphia, fie vineri, fie sâmbătă seara și la 1:00 dimineata sau la 2:00 dimineata. Emisiunile au fost, de asemenea, difuzate pe rețeaua MSG din New York în serile de vineri (sâmbătă devreme dimineața) la 2:00 dimineata. Din cauza obscurității posturilor și a ECW în sine, precum și a lipsei de supraveghere a FCC la acea oră târzie. , de multe ori insultele și violența nu au fost editate din aceste emisiuni, împreună cu utilizarea pe scară largă a muzicii și videoclipurilor cu drepturi de autor.

### Paul Heyman si relatiile cu USWA si WWF(1995–2000)
În 1995, Tod Gordon a vândut Extreme Championship Wrestling, Inc., directorului său de rezervă, Paul Heyman, tranzacționând ca HHG Corporation. După aceea, Gordon a rămas în ECW în calitate de comisar principal. La câțiva ani după ce a fost „comisarul” ECW, Gordon a părăsit ECW în mai 1997, absența sa a fost explicată în emisie că s-a retras din lupte din cauza familiei. Au circulat, totuși, zvonuri că Gordon a fost concediat de Heyman după ce a fost suspectat ca o „cârtiță din vestiar” pentru o promovare de lupte rivale, ajutând la atragerea talentelor la World Championship Wrestling.

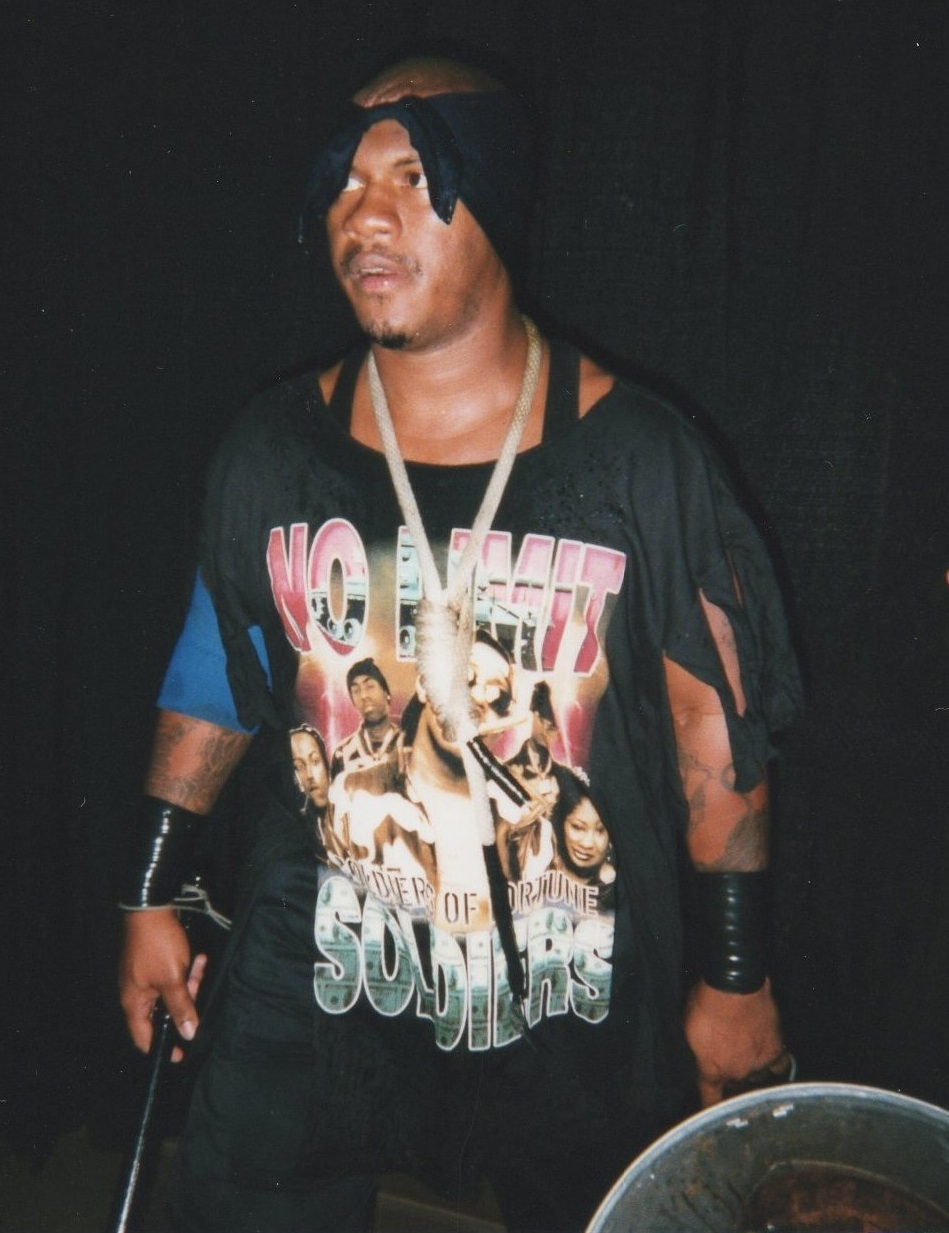
New Jack in ECW, 1998

Din punct de vedere al poveștii, Vince McMahon a devenit pentru prima dată „conștient” de ECW în timpul evenimentului King of the Ring din 1995, în baza ECW din Philadelphia. În timpul meciului dintre Mabel și Savio Vega, mulțimea a început brusc să scande, „ECW! ECW! ECW!”. Pe 22 septembrie 1996, la evenimentul In Your House: Mind Games din Philadelphia, vedetele ECW The Sandman, Tommy Dreamer, Paul Heyman și Taz erau în primul rând, Sandman chiar intervenind într-un meci (când a aruncat bere lui Savio). Vega în timpul meciului său cu curea cu Bradshaw). McMahon a recunoscut statutul ECW ca o promoție locală, în curs de dezvoltare. În noaptea următoare la WWF Monday Night RAW, difuzat pe 23 septembrie 1996, la începutul unui meci dintre The Bodydonnas vs. British Bulldog și Owen Hart, Bill Alfonso și Tazz au putut fi văzuți invadând programul. Atât Tazz, cât și Alfonso au reușit să sară cu succes șinele de securitate, iar Tazz a reușit să afișeze vizibil un semn portocaliu strălucitor cu litere negre pe care scria „Sabu Fears Tazz-ECW”. Pe 24 februarie 1997, ECW a „invadat” Raw din Manhattan Center. Au avansat o poveste, au conectat primul lor pay-per-view și au lucrat trei meciuri în fața publicului WWF, în timp ce McMahon a chemat acțiunea atât cu Jerry „The King” Lawler, cât și cu Paul Heyman. Centrul Manhattan din New York a fost plin de un număr mare de fani ECW, care le-au dat luptătorilor WWF „Boring!” scandează când au simțit că este justificat. De asemenea, când interpreții ECW au sosit, au apărut și au prezentat publicului WWF de luni seara câteva cântece ale grupului ECW. Această invazie a declanșat o ceartă inter-promoțională între ECW și Asociația de Lupte din Statele Unite ale Americii a lui Lawler. Lawler a disprețuit ECW în fața camerei și a convins luptători precum Rob Van Dam și Sabu să i se alăture într-o cruciada anti-ECW. Pe tot parcursul anului 1997, luptătorii ECW au apărut în programele de televiziune USWA și invers. Ca parte a relației de lucru dintre ECW și WWF, un număr de luptători contractați de WWF au fost trimiși la ECW pentru condimentare în 1997, inclusiv Droz și Brakkus.
Pe 13 aprilie 1997, ECW a difuzat prima carte de lupte cu plată-per-view (PPV) Barely Legal, evidențiată de Terry Funk care l-a învins pe Raven pentru a câștiga centura Mondial ECW la categoria grea. În iunie 1997, evenimentul companiei Wrestlepalooza '97 a prezentat meciul final al lui Raven ECW înainte de a pleca la WCW. În acest meci, Tommy Dreamer l-a învins în sfârșit pe Raven, dușmanul său de multă vreme. Sărbătoarea lui Dreamer a fost însă de scurtă durată, deoarece Jerry Lawler, împreună cu Sabu și Rob Van Dam au apărut pentru a-l ataca pe Dreamer. Acest lucru a stabilit un meci între Dreamer și Lawler la pay-per-view, 1997 Hardcore Heaven, pe 17 august, care a fost câștigat de Dreamer. ECW a continuat până în 1998 și începutul lui 1999 cu un șir de pay-per-view-uri de succes.

#### Controversa Mike Awesome si XPW(1999–2000)
În august 1999, ECW a început să difuzeze la nivel național pe TNN (pentru ceea ce a fost inițial un contract de trei ani) ca ECW pe TNN. În ciuda reclamei foarte limitate, a bugetului redus și a disputelor cu radiodifuzorul (reflectat pe stabilul The Network), ECW a devenit cel mai bine cotat emisiunea TNN și a consolidat slotul rețelei de vineri seara, atât în rating, cât și în line-up. Cu toate acestea, problemele financiare au început să zguduie compania.
În aprilie 2000, Mike Awesome a făcut o apariție surpriză la WCW Monday Nitro - făcându-și debutul atacându-l pe Kevin Nash - în timp ce domnea în continuare ca campion mondial la categoria grea ECW. Prietenul lui Mike Awesome, Lance Storm, a spus că Awesome a refuzat să semneze un nou contract cu ECW până când Paul Heyman i-a plătit salariile restante. Au existat zvonuri că vicepreședintele executiv WCW, Eric Bischoff, ar fi vrut ca Awesome să arunce centura ECW World Championship în coșul de gunoi la televizor, așa cum se făcuse anterior cu titlul WWF Feminin de către Madusa când a sărit de la WWF la WCW. După ce Paul Heyman a depus o ordonanță, WCW s-a abținut de la Awesome să apară pe Nitro cu centura, dar l-a recunoscut drept campion.

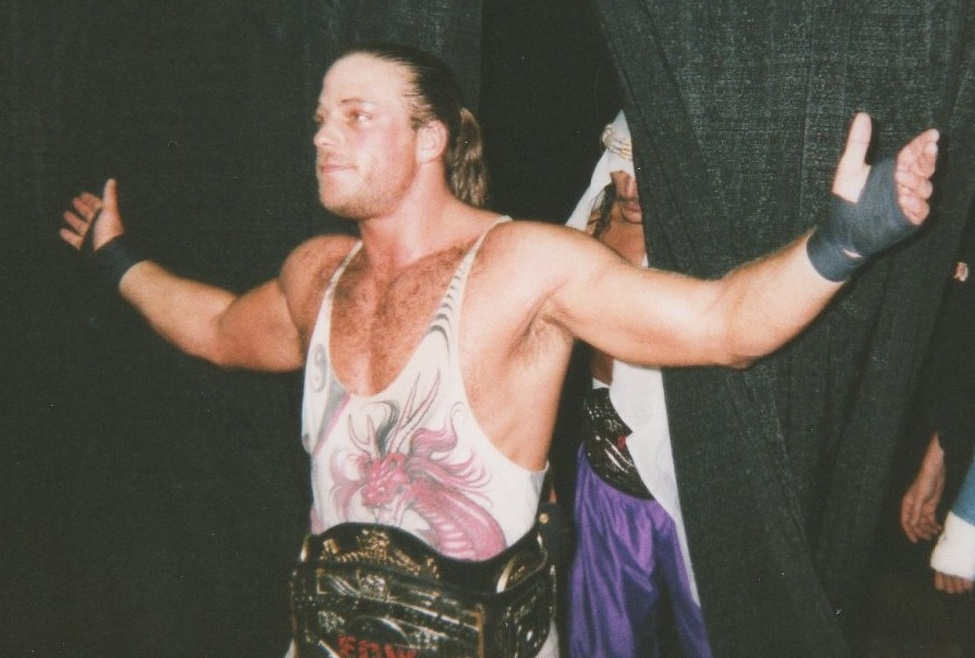
Rob Van Dam in ECW

Până la urmă, s-a ajuns la un compromis. Awesome (un angajat WCW și campionul ECW World Heavyweight) a apărut la un eveniment ECW din 13 aprilie 2000 în Indianapolis, Indiana, unde a pierdut titlul în fața lui Tazz (care lucra pentru World Wrestling Federation).
În iulie 2000, ECW și-a făcut debutul pe Coasta de Vest, ținând anual pay-per-view ECW Heat Wave în Los Angeles. La vremea respectivă, Los Angeles găzduia Xtreme Pro Wrestling (XPW), iar proprietarul său, Rob Black, a cumpărat șase bilete în primul rând pentru spectacol. Biletele au fost date unui grup de talent XPW, iar misiunea lor a fost să clarifice că ECW era pe terenul inamicului; nu făcea parte din poveștile niciunei companii. La începutul evenimentului principal, contingentul XPW a îmbrăcat cămăși cu sigla XPW, atrăgând atenția lupttorului de securitate și ECW Tommy Dreamer. Securitatea a alungat grupul XPW din clădire și, mai târziu, a izbucnit o ceartă în parcare între membrii echipajului inelului XPW și vestiarul ECW. Luptătorii XPW nu au fost implicați în conflict, în timpul căreia luptătorii ECW au brutalizat echipajul inelului XPW, mai mulți dintre membrii echipajului ringului rămași în bălți de sânge. Rapoartele inițiale au susținut că valetul XPW Kristi Myst l-a atins cumva pe valetul ECW Francine Fournier și că acesta este ceea ce a provocat incidentul, dar Fournier însăși de atunci a spus că nu a fost niciodată prinsă sau atinsă în vreun alt fel de vreunul dintre XPW. echipajul și alți martori oculari susțin povestea că Fournier nu a pus niciodată mâna asupra ei. XPW nu a fost recunoscut de crainicul ECW Joey Styles în timpul transmisiunii cu plată, cu toate acestea, la programul cu plată la vizionare November to Remember câteva luni mai târziu, comentatorul de culoare Don Callis a făcut o referire subtilă la incident, descriind o salbatică ceartă ca „care arată ca o parcare din Los Angeles”. Contingentul XPW de pe ring a fost format din luptătorii The Messiah, Kid Kaos, Supreme, Kristi Myst, Homeless Jimmy și crainicul XPW Kris Kloss.

### Anularea ECW de pe TNN și colaps (2000-2001)
Până în octombrie 2000, ECW pe TNN a fost anulată (cu episodul final difuzat pe 6 octombrie 2000) în favoarea WWF-ului Raw is War trecerea în rețea. Paul Heyman a declarat că el crede că incapacitatea de a obține un alt acord cu televiziunea națională a fost cauza dispariției ECW.
Heyman s-a adresat mulțimii la o înregistrare de televiziune ECW în 1999.
ECW s-a luptat luni de zile după anulare, încercând să obțină un nou acord cu televiziunea națională. Pe 30 decembrie 2000, ECW Hardcore TV a fost difuzat pentru ultima dată, iar difuzarea din 7 ianuarie 2001 a ppv-ul Guilty as Charged a fost ultimul PPV al companiei. Emisiunea promoției din 13 ianuarie 2001 din Pine Bluff, Arkansas s-ar dovedi a fi evenimentul final de orice fel. Living Dangerously a fost programat să fie difuzat pe 11 martie 2001, dar din cauza unor probleme financiare a fost anulat în februarie. Heyman nu a putut scăpa de probleme financiare și ECW sa închis pe 4 aprilie 2001. Heyman, care a devenit comentator de culoare pentru Raw în luna februarie (înlocuindu-l pe Jerry Lawler, care a părăsit WWF în semn de protest după ce soția lui de atunci, Stacy Carter, fusese concediată de McMahon), se presupune că nu le-a spus niciodată luptătorilor săi că compania era pe ultimele etape. și nu a putut să le plătească pentru o perioadă. Heyman a remarcat, de asemenea, în anii următori că a făcut un efort pentru a pune ECW pe USA Network (pe atunci fosta casă a Raw) fără succes, în ciuda faptului că McMahon a trimis un e-mail în care îl încuraja pe directorul USA Network, Steven Chau, să adauge ECW la programarea lor.
Compania a fost listată ca având active în valoare totală de 1.385.500 USD. În acest număr au fost incluse 860.000 USD în conturile de încasat datorate companiei de către In Demand Network (PPV), Acclaim (jocuri video) și Original San Francisco Toy Company (figurine de acțiune). Soldul activelor a fost biblioteca de casete video (500.000 USD), un camion Ford din 1998 (19.500 USD) și stocul rămas de mărfuri (4 USD). Datoriile companiei au totalizat 8.881.435,17 USD. Au fost enumerați luptători și talente, cu sume datorate variind de la 2 dolari pentru Sabu și Steve Corino la sute și, în unele cazuri, mii de dolari. Cele mai mari sume datorate talentelor au fost Rob Van Dam (150.000 USD),[ Shane Douglas (145.000 USD), Tommy Dreamer (100.000 USD), Joey Styles (50.480 USD), Rhyno (50.000 USD), și Francine Fournier (47.275 USD). Pe 28 ianuarie 2003, World Wrestling Entertainment Inc. a achiziționat activele ECW de la HHG Corporation în instanță, dobândind drepturile asupra bibliotecii video a ECW.

## Legacy si revenire
În ECW, practic nu existau reguli. Rolul arbitrilor includea doar numărarea caderilor, recunoașterea trimiterilor și susținerea rupurilor de frânghie. ECW a fost cunoscut pentru faptul că a făcut populare mai multe tipuri de meciuri, inclusiv 3-Way Dance, meciul cu sârmă ghimpată, meciul la mese și meciul Singapore Cane, printre altele. Potrivit lui Heyman, ECW a fost prima victimă a „războaielor de luni noaptea” dintre WCW Monday Nitro și Monday Night Raw. WWF a avut o relație de lucru cu ECW, mergând până acolo încât a participat la unghiuri de promovare încrucișată, oferind talente împrumutate în schimbul unor talente tinere dezvoltate și trucuri comercializabile (între acestea, gimmick-ul „cap” al lui Al Snow) și chiar oferind ajutor financiar pentru Heyman pentru o perioadă considerabilă de timp. WCW și ECW (în special Heyman și directorii WCW) au avut totuși o relație foarte proastă, iar WCW a refuzat chiar să menționeze ECW pe nume [nota 1]. A fost denumit „orașul sârmei ghimpate” și „o promovare independentă majoră care s-a luptat în sălile de bingo” în timpul unui segment regizat la Diamond Dallas Page. În ciuda acestui fapt, ECW a fost supusă raidurilor frecvente de talente din partea ambelor companii, pierzând multe dintre talentele lor de top în acest proces și fiind un motiv important pentru eventuala închidere a companiei. Fosta Arena ECW, cunoscută acum ca Arena 2300, găzduiește Hardcore Hall of Fame, care își recunoaște istoria cu luptele hardcore.

### The Alliance
La câteva luni după dispariția promoției din 2001, ECW a reapărut ca un stabil ca parte a poveștii World Wrestling Federation Invasion. La ediția din 9 iulie 2001, a revistei Raw, Heyman, care fusese angajat de WWF ca comentator de culoare Raw în timp ce ECW era încă în procedură de faliment, sa alăturat mai multor foști absolvenți ai ECW pe lista WWF (inclusiv debutanții Rob Van Dam și Tommy. Dreamer) și a susținut că îl aducea înapoi pe ECW pentru a participa singur la Invazie (la acea vreme, totuși, dreptul de proprietate asupra ECW, inclusiv utilizarea numelui său în emisie, a fost contestat, în ciuda faptului că Heyman încă deținea din punct de vedere tehnic compania când a a sărit navele către WWF. În plus, WWF s-a confruntat cu acțiuni legale din partea Harry Slash & The Slashtones pentru utilizarea melodiei „This Is Extreme!”, care a fost în cele din urmă soluționată). Înainte ca Raw să se încheie în acea seară, Heyman și Shane McMahon, care (kayfabe) cumpăraseră World Championship Wrestling (WCW), au dezvăluit că erau în concordanță între ei și că Heyman (și kayfabe) vânduse ECW lui Stephanie McMahon, formând The Alianță pentru a încerca să lupte cu puterea lui Vince McMahon. La acea vreme, cearta inter-promoțională originală sa transformat într-o altă luptă internă pentru putere în rândul familiei McMahon. Dezertarea superstarurilor WWF la The Alliance a continuat schimbarea, deoarece s-a concentrat mai puțin pe artiștii WCW și ECW – de fapt, cu rare excepții, cum ar fi Van Dam, absolvenții ECW din The Alliance au primit și mai puțină atenție decât artiștii WCW, cu WCW. logo reprezentând chiar întregul grajd. Cearta a durat șase luni și s-a încheiat cu WWF care a învins Alianța la Survivor Series din 2001, când Kurt Angle l-a atacat pe Stone Cold Steve Austin, permițând lui The Rock, care a fost atacat de Chris Jericho în timpul meciului (încercând să ajute Alianța în acest proces ), pentru a obține pinfall câștigător. Victoria WWF a marcat, de asemenea, sfârșitul poveștii Invaziei, iar luptătorii WCW și ECW au fost reintegrați în WWF.

### Documentare
Pe 28 ianuarie 2003, World Wrestling Entertainment Inc. a achiziționat activele ECW de la HHG Corporation în instanță, dobândind drepturile asupra bibliotecii video a ECW. Au folosit această bibliotecă video pentru a crea un DVD cu două discuri intitulat The Rise and Fall of ECW. Setul a fost lansat în noiembrie 2004. Caracteristica principală a DVD-ului a fost un documentar de aproape trei ore despre istoria companiei, celălalt disc conținând 7 meciuri de la promovare. Un DVD neautorizat numit Forever Hardcore a fost scris, regizat și produs de fostul membru al echipajului WCW, Jeremy Borash, ca răspuns la The Rise and Fall of ECW. DVD-ul avea povești despre luptători care nu au fost angajați de WWE și își povesteau partea din istoria ECW. În săptămâna de 10 noiembrie 2014, WWE a avut Săptămâna ECW pe WWE Network, cu specialul ECW Exposed găzduit de Joey Styles și Paul Heyman.

### Reuniune si relansare

#### WWE
Până în 2005, WWE a început să reintroducă ECW prin conținut din biblioteca video ECW și o serie de cărți, care au inclus lansarea documentarului The Rise and Fall of ECW. Cu un interes sporit și întinerit pentru franciza ECW, WWE a organizat ECW One Night Stand pe 12 iunie, un eveniment de reuniune care a prezentat absolvenți ECW. Shane McMahon a avut ideea unui show online, cu buget redus, dar au întrebat posturile de televiziune și producătorii PPV și s-au interesat de ECW.

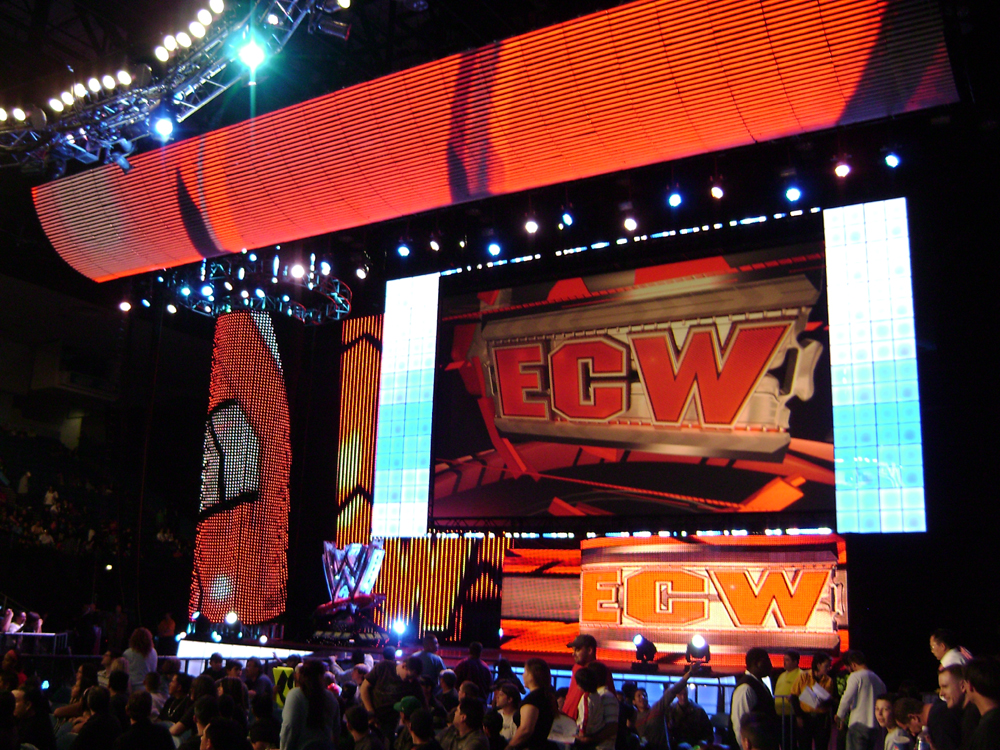
WWECW

Datorită succesului financiar și critic al producției, WWE a produs cel de-al doilea ECW One Night Stand pe 11 iunie 2006, care a servit ca eveniment de premieră în relansarea francizei ECW ca marcă WWE, complementar Raw și SmackDown. Pe 13 iunie, Heyman, fostul proprietar al mărcii și proaspăt profiență pentru marca ECW, a recomandat ECW World Heavyweight Championship pentru a fi titlul mondial al mărcii și l-a acordat lui Rob Van Dam ca urmare a câștigării centurii WWE la ECW One Night. Stand 2006. Brandul va continua să funcționeze până pe 16 februarie 2010, unde a dispărut și a fost înlocuit cu NXT. Sub bannerul WWE, ECW a fost prezentat în același format ca și celelalte mărci, cu regulile de meci, precum count outs și descalificări, fiind standard. Meciurile care prezentau setul de reguli ale promoției ECW au fost clasificate ca fiind disputate în „Reguli extreme” și s-au luptat doar când au fost specificate.
În 2022, WWE a reînviat evenimentul Heat Wave ca special de televiziune pentru NXT.

#### Alte reuniuni
În același weekend cu evenimentul ECW One Night Stand 2005 a avut loc un alt spectacol de reuniune la ECW Arena. Rezervat și promovat de Shane Douglas, Cody Michaels și Jeremy Borash, Hardcore Homecoming a avut loc pe 10 iunie 2005.
Datorită succesului evenimentului inițial, a fost planificat un turneu, iar mai târziu documentarul DVD Forever Hardcore a fost lansat de același echipaj de producție ca omologul filmului WWE Rise and Fall of ECW.
Tommy Dreamer în TNA după debutul său în 2010. Ulterior, a fondat promoția House of Hardcore în 2012.
După debutul lui Tommy Dreamer în Total Nonstop Action Wrestling, a fost format un nou grajd numit EV2.0, format din foști absolvenți ai ECW. Președintele TNA, Dixie Carter, a fost de acord să ofere grajdului propriul spectacol de reuniune la programul anual Hard Justice pay-per-view al TNA. Prezentat drept ultimul spectacol de reuniune ECW, Hardcore Justice a fost difuzat pe 8 august 2010. EV2.0 a rămas pe lista activă pentru restul anului. Promoția Extreme Rising a prezentat mulți absolvenți ECW, precum și talente mai tinere și a îmbrățișat stilul hardcore al ECW original. Primul lor spectacol, Extreme Reunion, a avut loc pe 28 aprilie 2012. A fost rezultatul echipei formate din Douglas, Michaels, Kevin Kleinrock și Steve și Michael O'Neil. În 2012, Dreamer a fondat House of Hardcore, o promoție de wrestling numită după școala de lupte ECW și inspirată de stilul hardcore al luptei. De atunci, HOH a organizat numeroase evenimente de lupte, în principal în zonele în care a avut loc ECW, cum ar fi Arena ECW.

## Titluri
- ECW World Championship
- ECW World Tag Team Championship
- ECW Television Championship